# Воздушный маршал
«Воздушный маршал» (англ. Non-Stop) — детективный триллер режиссёра Жауме Кольет-Серры, в главных ролях Лиам Нисон и Джулианна Мур.
Съёмки фильма начались 1 ноября 2012 года и проходили в Нью-Йорке.
Премьера состоялась в Париже 27 января 2014 года. Во Франции фильм вышел в широкий прокат 26 февраля 2014, в США — 28 февраля 2014, в России — 13 марта 2014.

## Сюжет
Международный авиарейс из Нью-Йорка в Лондон. На борту самолёта, как и положено, находится воздушный маршал США Билл Маркс (Лиам Нисон), человек со множеством проблем в жизни. Во время рейса Маркс получает на свой телефон по секретному каналу серию загадочных текстовых сообщений о том, что каждые 20 минут один из людей, находящихся на самолёте, будет умирать, если правительство не переведёт 150 миллионов долларов на банковский счёт. Билл Маркс начинает расследование.
Первое убийство совершает сам Маркс, подозревающий своего коллегу Джека Хэммонда — такого же воздушного маршала на этом рейсе. Убив коллегу, Билл изучает его телефон и понимает, что Хэммонд перевозил кокаин и противостоял раскрытию. Череда загадочных сообщений возобновляется, и через 20 минут при непонятных обстоятельствах погибает командир экипажа самолёта. Подозрения начинают падать на самого Маркса, который то и дело бросается на пассажиров, угрожает оружием. Маршалу перестаёт верить даже его наземный куратор из TSA, разговаривая с ним, как с террористом-угонщиком. По предложению соседки Маркса по креслу Джен Саммерс ещё один пассажир, Зак Уайт, помогает маршалу обнаружить телефон, с которого ему присылали сообщения. Маркс тащит подозреваемого пассажира из салона экономкласса в зону кухни для допроса, но тот умирает практически на руках Маркса, при этом симптомы смерти такие же, как у командира корабля, — отравление, и после смерти командира прошло 20 минут. Становится ясно, что телефон умершему пассажиру подбросили.
Подозрения пассажиров усиливаются, они считают, что Маркс угнал самолёт и держит их в страхе. Кроме того, выясняется, что банковский счёт, на который правительство должно перевести деньги, открыт на имя самого Билла Маркса. Сотовая связь в самолёте работает, в интернете появляются видеоролики с Марксом, на телевидении в выпуске новостей выходит сюжет об угоне самолёта маршалом-алкоголиком. Марксу удаётся остановить панику среди пассажиров, объяснив им, что происходит. Пытаясь разблокировать телефон, Билл и его соседка по креслу запускают таймер обратного отсчёта, который высвечивается на экране телефона — 30 минут.
Маршал понимает, что на борту находится бомба, и находит её в кокаиновом дипломате своего убитого в туалете коллеги. Маркс принимает решение разместить бомбу у заднего выхода самолёта и заложить всем имеющимся в салоне багажом — это уменьшит эффект от взрыва при условии снижения до высоты 2 500 метров. Маршал отбирает телефон у одного пассажира, который снимал происходящее на видео, и замечает на одном из роликов, как пассажир Том Боуэн незаметно подложил телефон, с которого ему приходили сообщения, впоследствии погибшему на кухне пассажиру. У настоящего террориста был и сообщник — Уайт. В ходе схватки выясняется, что Уайт — солдат, решивший заработать, а Боуэн — фанатик, который решил доказать, что присутствие воздушных маршалов в рейсе после терактов 11 сентября 2001 года в США не гарантирует пассажирам безопасности, что государство вообще неспособно на самом деле гарантировать безопасность. Во время терактов у него погиб отец.
Второй пилот начинает резкое снижение. Боуэн готов умереть, но Уайт хотел выпрыгнуть из самолёта и жить припеваючи, тратя 150 миллионов долларов. Уайт готов остановить таймер бомбы, но в него стреляет Боуэн. Следом Маркс расстреливает Боуэна. В этот момент приходит в себя Уайт и набрасывается на Маркса, Маркс устремляется в сторону кабины пилотов, поскольку до взрыва остаются считанные секунды. Уайт погибает от взрыва бомбы, второй пилот с трудом сажает повреждённый самолет на аэродром военной базы в Исландии. При посадке происходит излом шасси, машина получает сильные повреждения, однако никто не погибает. По телевидению выходит новый репортаж о том, что подозреваемый ранее в угоне маршал оказался героем и спас рейс.

## В ролях
| Актёр                 | Роль                                     |
| --------------------- | ---------------------------------------- |
| Лиам Нисон            | Билл Маркс                               |
| Джулианна Мур         | Джен Саммерс                             |
| Мишель Докери         | Нэнси                                    |
| Кори Столл            | Остин Рэйли                              |
| Скут Макнейри         | Том Боуэн                                |
| Нэйт Паркер           | Зак Уайт                                 |
| Куинн Маккоулган      | Бекка                                    |
| Лупита Нионго         | Гвен                                     |
| Омар Метуолли         | доктор Фахим Назир                       |
| Джейсон Батлер Харнер | Кайл Райс                                |
| Лайнус Роуч           | Дэвид Макмиллан                          |
| Шей Уигем             | Мареник                                  |
| Энсон Маунт           | Джек Хэммонд                             |
| Бар Пали              | Айрис Марианн                            |
| Лиз Томас             | Мадлен                                   |
| Джон Абрахамс         | Дэвид Нортон                             |
| О-Т Фагбенли          | Джек Рэббитт (голос; в титрах не указан) |